# Aron Bjarnason
Aron Bjarnason, född 14 oktober 1995, är en isländsk fotbollsspelare som spelar för Breiðablik.

## Karriär
Aron Bjarnason spelade fram till 2019 för en rad isländska klubbar innan han gick till ungerska Újpest 2019. 2021 skrev han på för allsvenska IK Sirius FK. Januari 2024 blev Bjarnason klar för Breiðablik.